# 在ベリーズ中華民国大使館
在ベリーズ中華民国大使館（ざいベリーズちゅうかみんこくたいしかん、繁体字中国語: 中華民國駐貝里斯大使館、英語: Embassy of the Republic of China (Taiwan) in Belize）は、中華民国（台湾）がベリーズの旧首都にして最大都市ベリーズシティに設置している大使館である。1989年10月13日に両国間の外交関係が樹立された後、1989年10月25日に大使館が開設された。

## 住所
No.1, Taiwan Street, Belize City

## 大使
2021年3月22日、銭冠州（繁体字中国語: 錢冠州、英語: David K. C. Chien デイヴィッド・K・C・チェン）がコルヴィル・ヤング総督に信任状を捧呈して、爾後、特命全権大使を務めている。